# 宇山厚
宇山 厚（うやま あつし、1912年5月23日 - 2003年7月5日）は、日本の外交官。台湾断交時の駐中華民国特命全権大使を経て、駐ブラジル特命全権大使を務めた。正三位勲一等瑞宝章。

## 人物・経歴
島根県出身。松江高等学校を経て、1937年東京帝国大学法学部政治学科卒業。1949年外務省政務局経済課長。1950年在サンフランシスコ日本政府在外事務所所長。1952年外務省経済局第一課長。
在オーストラリア日本国大使館参事官を経て、1959年外務省アジア局兼大臣官房外務参事官。1962年外務省アジア局賠償部長。1963年在連合王国日本国大使館特命全権公使。1967年駐イラン特命全権大使。1968年初代在イラン日本国大使館付属日本人小学校校長。
1969年駐インド特命全権大使。1972年の台湾断交時の駐中華民国特命全権大使を経て、1973年駐ブラジル特命全権大使。1976年外務省顧問、エルネスト・ガイゼルブラジル大統領夫妻首席接伴員。1981年日本ブータン友好協会幹事。
トヨタ自動車工業顧問、トヨタ自動車販売顧問、富士通顧問、東京基督教大学特別講師、東京松江会会長なども務めた。1985年勲一等瑞宝章受章。2003年高血圧性心不全のため新宿区の病院で死去。同年叙正三位。自宅は渋谷区代々木。

## 親族
宇山家は宇多源氏佐々木氏の流れを汲む。田部長右衛門元島根県知事は従兄。妻の伊豆江は矢田七太郎元駐スイス特命全権公使の三女。

### 系譜
```
　　　　
　　　（田部長右衛門 (22代)）　　　　
　　　　　　┏宇山種之助━━━━━田部長右衛門 (23代)　　
　　　　　　┃
　　　　　　┃
　　　　　　┃　　　　　　　　　　┏宇山真
宇山清左衛門╋宇山昌太郎━━━━━┫　　　　　　　　
　　　　　　┃　　　　　　　　　　┗宇山厚
　　　　　　┃　　　　　　　　　　　　　　　　　　若槻克彦　　　　　　　　
　　　　　　┃　　　　　　　　　　　　　　　　　　　　┃
　　　　　　┃　　　　　　　　　　　　　　　　　　┏礼子　
　　　　　　┗━与志　　　　　　　┏庄司廉━━━━┫
　　　　　　　　　┃　　　　　　　┃　　　　　　　┗庄司保親
　　　　　　　　　┃　　　　　　　┃
　　　　　　　　　┣━━━━━━━┫　　　　　　　┏節子
　　　　　　　　　┃　　　　　　　┃　　　　　　　┃　┃
　　　　　　　　　┃　　　　　　　┃　　　　　　　┃武田輝雄　　
　　　　　　　庄司昇造　　　　　　┃　　　　　　　┃
　　　　　　　　　　　　　　　　　┗庄司繁二郎━━╋昭子
　　　　　　　　　　　　　　　　　　　　　　　　　┃　┃
　　　　　　　　　　　　　　　　　　　　　　　　　┃皿井五郎
　　　　　　　　　　　　　　　　　　　　　　　　　┃
　　　　　　　　　　　　　　　　　　　　　　　　　┗葉子
　　　　　　　　　　　　　　　　　　　　　　　　　　　┃
　　　　　　　　　　　　　　　　　　　　　　　　　　　┣━━━━相澤宏光
　　　　　　　　　　　　　　　　　　　　　　　　　　　┃
　　　　　　　　　　　　　　　　　　　相澤次郎━━相澤英之
　　　　　　　　　　　　　　　　　　　　　　　　　　　┃　　　┏中島周
　　　　　　　　　　　　　　　　　　　　　　　　　　　┣━━━┫
　　　　　　　　　　　　　　　　　　　　　　　　　　　┃　　　┗相澤英孝
　　　　　　　　　　　　　　　　　　　　　　　　　　周子　　　　　┃
　　　　　　　　　　　　　　　　　　　　　　　　　　　　　　　　　┃
　　　　　　　　　　　　　　　　　　　　　　　　　　　　　　　　塩川美佳

```

## 著書
- 『最近の国際情勢について』島根縣 1950年
- 『最近のブラジル事情』日本ブラジル中央協会 1976年